# Vela nos Jogos Olímpicos de Verão de 1972 - Soling
As provas da classe Soling da vela nos Jogos Olímpicos de Verão de 1972 ocorreram entre 29 de agosto e 8 de setembro daquele ano no Olympiazentrum Schilksee, na Baía de Quiel, na Alemanha Ocidental. O programa compunha seis regatas. Para esta classe, houve 80 velejadores de 26 nações inscritas.

## Calendário
| ● | Competições desportivas | ● | Finais |

| Data                  | Agosto | Agosto | Agosto | Agosto | Agosto | Agosto | Setembro | Setembro        | Setembro        | Setembro | Setembro  | Setembro | Setembro        | Setembro        | Setembro | Setembro | Setembro |
| Data                  | 26 Sáb | 27 Dom | 28 Seg | 29 Ter | 30 Qua | 31 Qui | 1 Sex    | 2 Sáb           | 3 Dom           | 4 Seg    | 5 Ter     | 6 Qua    | 7 Qui           | 8 Sex           | 9 Sáb    | 10 Dom   | 11 Seg   |
| --------------------- | ------ | ------ | ------ | ------ | ------ | ------ | -------- | --------------- | --------------- | -------- | --------- | -------- | --------------- | --------------- | -------- | -------- | -------- |
| Soling (planejamento) |        |        |        | ●      | ●      | ●      | ●        | Dia de descanso | Dia de descanso | ●        | ●         | ●        | Dia de descanso | Dia de descanso |          |          |          |
| Soling (real)         |        |        |        | ●      | ●      | ●      | ●        | Dia de descanso | Dia de descanso | ●        | Sem vento |          | Névoa           | ●               |          |          |          |

## Medalhistas
O trio estadunidense Harry Melges, William Allen e William Bentsen finalizou a competição em primeiro lugar e conquistou a medalha de ouro. A prata firmou-se com os suecos Stig Wennerström, Bo Knape, Stefan Krook e Lennart Roslund. Por fim, a medalha de bronze ficou com David Miller, Paul Côté e John Ekels, do Canadá.
|  | USA Estados Unidos                         |  | SWE Suécia                                             |  | CAN Canadá                        |
|  | Harry Melges William Allen William Bentsen |  | Stig Wennerström Bo Knape Stefan Krook Lennart Roslund |  | David Miller Paul Côté John Ekels |

## Resultados
Estes foram os resultados da competição:
| Pos.              | Tripulação                                                                  | Regata I | Regata I | Regata II | Regata II | Regata III | Regata III | Regata IV | Regata IV | Regata V | Regata V | Regata VI | Regata VI | Total de pontos | Total -1 |
| Pos.              | Tripulação                                                                  | Pts.     | Pos.     | Pts.      | Pos.      | Pts.       | Pos.       | Pts.      | Pos.      | Pts.     | Pos.     | Pts.      | Pos.      | Total de pontos | Total -1 |
| ----------------- | --------------------------------------------------------------------------- | -------- | -------- | --------- | --------- | ---------- | ---------- | --------- | --------- | -------- | -------- | --------- | --------- | --------------- | -------- |
| Medalha de ouro   | USA Harry Melges William Allen William Bentsen                              | 1        | 0,0      | 2         | 3,0       | 3          | 5,7        | 4         | 8,0       | 1        | 0,0      | 1         | 0,0       | 16,7            | 8,7      |
| Medalha de prata  | SWE Stig Wennerström Bo Knape Stefan Krook Lennart Roslund                  | 2        | 3,0      | 1         | 0,0       | 16         | 22,0       | 8         | 14,0      | 2        | 3,0      | 6         | 11,7      | 52,7            | 31,7     |
| Medalha de bronze | CAN David Miller Paul Côté John Ekels                                       | 3        | 5,7      | 3         | 5,7       | 8          | 14,0       | 3         | 5,7       | 10       | 16,0     | 15        | 21,0      | 68,1            | 47,1     |
| 4                 | FRA Jean-Marie le Guillou Bernard Drubay Jean-Yves Pellerin Bertrand Cheret | 11       | 17,0     | 4         | 8,0       | 11         | 17,0       | 2         | 3,0       | DSQ      | 35,0     | 4         | 8,0       | 88,0            | 53,0     |
| 5                 | GBR John Oakeley Charles Reynolds Barry Dunning                             | 20       | 26,0     | 11        | 17,0      | 9          | 15,0       | 1         | 0,0       | 3        | 5,7      | 11        | 17,0      | 80,7            | 54,7     |
| 6                 | BRA Axel Schmidt Patrick Mascarenhas Erik Schmidt                           | 5        | 10,0     | 9         | 15,0      | 4          | 8,0        | 14        | 20,0      | 6        | 11,7     | 17        | 23,0      | 87,7            | 64,7     |
| 7                 | URS Timir Pinegin Walentin Samotaikin Rais Galimow                          | 8        | 14,0     | 7         | 13,0      | 7          | 13,0       | 5         | 10,0      | 17       | 23,0     | 9         | 15,0      | 88,0            | 65,0     |
| 8                 | POL Zygfryd Perlicki Józef Błaszczyk Stanisław Stefański                    | 19       | 10,0     | 14        | 20,0      | 5          | 10,0       | 9         | 15,0      | 5        | 10,0     | 14        | 20,0      | 100,0           | 75,0     |
| 9                 | ESP Ramón Balcells Rodón Ramón Balcells Comas Juan Llort                    | 9        | 15,0     | 23        | 29,0      | 2          | 3,0        | 10        | 16,0      | 12       | 18,0     | 18        | 24,0      | 105,0           | 76,0     |
| 10                | NOR Harald V. Eirik Johannessen Rolf Lund                                   | 6        | 11,7     | 12        | 18,0      | 18         | 24,0       | 19        | 25,0      | 14       | 20,0     | 2         | 3,0       | 101,7           | 76,7     |
| 11                | FRG Norbert Wagner Hans-Joachim Berndt Friedrich May                        | 12       | 18,0     | 6         | 11,7      | 20         | 26,0       | 22        | 28,0      | 4        | 8,0      | 7         | 13,0      | 104,7           | 76,7     |
| 12                | FIN Peter Tallberg Johan Tallberg Arndt Norrgård                            | 4        | 8,0      | 10        | 16,0      | 10         | 16,0       | 16        | 22,0      | 9        | 15,0     | 22        | 28,0      | 105,0           | 77,0     |
| 13                | DNK Paul Elvstrøm Valdemar Bandolowski Jan Kjærulff                         | 7        | 13,0     | 17        | 23,0      | 1          | 0,0        | 6         | 11,7      | DSQ      | 35,0     | DNS       | 32,0      | 114,7           | 79,7     |
| 14                | GDR Roland Schwarz Werner Christoph Lothar Köpsel                           | 13       | 19,0     | 5         | 10,0      | 17         | 23,0       | 11        | 17,0      | 8        | 14,0     | 20        | 26,0      | 109,0           | 83,0     |
| 15                | BER Kirk Cooper Alexander Cooper Jordy Walker                               | 16       | 22,0     | 13        | 19,0      | 12         | 18,0       | 23        | 29,0      | 7        | 13,0     | 10        | 16,0      | 117,0           | 88,0     |
| 16                | AUS Robert Miller Dennis O’Neil Klaas Berkeley                              | 15       | 21,0     | 15        | 21,0      | 13         | 19,0       | 12        | 18,0      | 11       | 17,0     | 13        | 19,0      | 115,0           | 94,0     |
| 17                | AUT Ulrich Strohschneider Peter Denzel Robert Haschka                       | 26       | 32,0     | 16        | 22,0      | 15         | 21,0       | 13        | 19,0      | 13       | 19,0     | 8         | 14,0      | 127,0           | 95,0     |
| 18                | BEL Dirk De Bock Charles De Bondsridder Walter Haverhals                    | 17       | 23,0     | 21        | 27,0      | 14         | 20,0       | 21        | 27,0      | 15       | 21,0     | 5         | 10,0      | 128,0           | 101,0    |
| 19                | ITA Giuseppe Milone Roberto Mottola Di Amato Antonio Oliviero               | 18       | 24,0     | 20        | 26,0      | 22         | 28,0       | 17        | 23,0      | 18       | 24,0     | 3         | 5,7       | 130,7           | 102,7    |
| 20                | SUI Ronald Pieper Hans Gut Peter Gerber                                     | 10       | 16,0     | 19        | 25,0      | 6          | 11,7       | 18        | 24,0      | 21       | 27,0     | 21        | 27,0      | 130,7           | 103,7    |
| 21                | NZL Stephen Marten Cornelius Linton John Scholes                            | 14       | 20,0     | 18        | 24,0      | 19         | 25,0       | 20        | 26,0      | 20       | 26,0     | 12        | 18,0      | 139,0           | 113,0    |
| 22                | ARG Ricardo Boneo Héctor Campos Pedro Ferrero                               | 24       | 30,0     | 25        | 31,0      | 21         | 27,0       | 7         | 13,0      | 16       | 22,0     | 16        | 22,0      | 144,0           | 114,0    |
| 23                | MEX Armando Bauche Daniel Escalante Esteban Gerard                          | 22       | 28,0     | 8         | 14,0      | 26         | 32,0       | 26        | 32,0      | 22       | 28,0     | 23        | 29,0      | 163,0           | 131,0    |
| 24                | ISV Richard Holmberg David Jones David Kelly                                | 21       | 27,0     | 24        | 30,0      | 23         | 29,0       | 24        | 30,0      | 19       | 25,0     | 19        | 25,0      | 166,0           | 136,0    |
| 25                | BAH Robert Symonette Craig Symonette Percival Knowles                       | 23       | 29,0     | 22        | 28,0      | 24         | 30,0       | 15        | 21,0      | 23       | 29,0     | DNS       | 32,0      | 169,0           | 137,0    |
| 26                | PHI Mario Almario Alfonso Qua Ambrosio Santos                               | 25       | 31,0     | 26        | 32,0      | 25         | 31,0       | 25        | 31,0      | 24       | 30,0     | 24        | 30,0      | 185,0           | 153,0    |

### Classificação diária

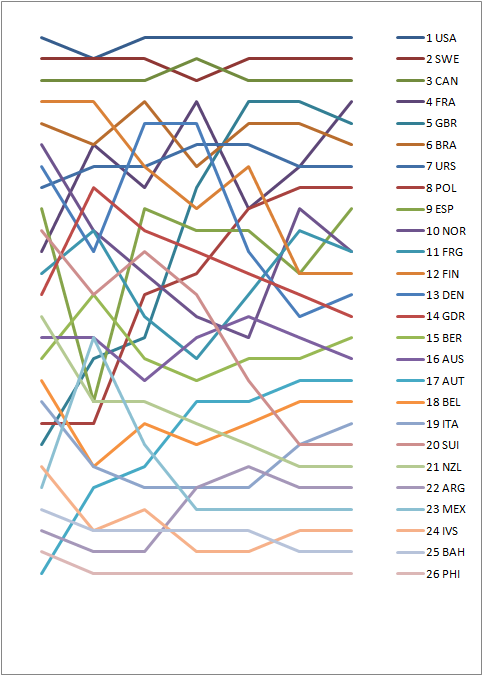
Gráfico mostrando a classificação diária na classe.